# Okaerinasai
Okaerinasai (おかえりなさい? Bentornato) è un brano musicale della cantante giapponese Maaya Sakamoto, pubblicato come singolo il 26 ottobre 2011 dall'etichetta Flying DOG. Il brano è stato utilizzato come sigla di apertura dell'anime Tamayura - Hitotose. Il lato B del singolo, intitolato A HAPPY NEW YEAR è invece la sigla di chiusura del dodicesimo episodio dello stesso anime.

## Tracce
CD singolo
1. Okaerinasai - 5:08
2. A HAPPY NEW YEAR - 4:20
3. Okaerinasai (Instrumental) - 5:08
4. A HAPPY NEW YEAR (Instrumental) - 4:20

Durata totale: 18:57

## Classifiche
| Classifica (2011)                        | Posizione più alta |
| ---------------------------------------- | ------------------ |
| Giappone (Classifica settimanale Oricon) | 8                  |
| Giappone (Billboard Japan Hot 100)       | 13                 |